# Indian Hills (Texas)
Indian Hills è un census-designated place degli Stati Uniti d'America situato nella contea di Hidalgo dello Stato del Texas.
La popolazione era di 2.591 persone al censimento del 2010. Fa parte dell'area metropolitana di McAllen–Edinburg–Mission e Reynosa–McAllen.

## Geografia fisica
Indian Hills è situata a 26°12′50″N 97°55′07″W (26.213900, -97.918494).
Secondo lo United States Census Bureau, ha un'area totale di 2,5 miglia quadrate (6,5 km²), di cui 2,4 miglia quadrate (6,2 km²) di terreno e 0,1 miglia quadrate (0,26 km², 4.00%) d'acqua.

## Società

### Evoluzione demografica
Secondo il censimento del 2000, c'erano 2.036 persone, 424 nuclei familiari e 399 famiglie residenti nella città. La densità di popolazione era di 850,7 persone per miglio quadrato (328,9/km²). C'erano 567 unità abitative a una densità media di 236,9 per miglio quadrato (91,6/km²). La composizione etnica della città era formata dal 57,47% di bianchi, l'1,28% di nativi americani, lo 0,29% di asiatici, lo 0,05% di isolani del Pacifico, il 40,47% di altre razze, e lo 0,44% di due o più etnie. Ispanici o latinos di qualunque razza erano il 97,35% della popolazione.
C'erano 424 nuclei familiari di cui il 73,6% aveva figli di età inferiore ai 18 anni, il 76,4% aveva coppie sposate conviventi, il 12,7% aveva un capofamiglia femmina senza marito, e il 5,7% erano non-famiglie. Il 5,2% di tutti i nuclei familiari erano individuali e il 2,4% aveva componenti con un'età di 65 anni o più che vivevano da soli. Il numero di componenti medio di un nucleo familiare era di 4,80 e quello di una famiglia era di 4,97.
La popolazione era composta dal 47,6% di persone sotto i 18 anni, l'11,3% di persone dai 18 ai 24 anni, il 26,5% di persone dai 25 ai 44 anni, il 10,7% di persone dai 45 ai 64 anni, e il 3,9% di persone di 65 anni o più. L'età media era di 19 anni. Per ogni 100 femmine c'erano 97,7 maschi. Per ogni 100 femmine dai 18 anni in giù, c'erano 92,8 maschi.
Il reddito medio di un nucleo familiare era di 14.877 dollari e quello di una famiglia era di 14.921 dollari. I maschi avevano un reddito medio di 12.147 dollari contro i 9.485 dollari delle femmine. Il reddito pro capite era di 3.583 dollari. Circa il 58,6% delle famiglie e il 62,3% della popolazione erano sotto la soglia di povertà, incluso il 68,9% di persone sotto i 18 anni e il 59,8% di persone di 65 anni o più.